# 第83回都市対抗野球大会予選
第83回都市対抗野球大会予選は、第83回都市対抗野球大会に出場するチームを決定する全557試合の結果を記録したものである。なお、本大会への出場を決める代表決定戦以外におけるコールド、延長のイニングは記載しない。

## 北海道地区

### 1次予選
- 1回戦

函館太洋倶楽部　25－1　ブレーブくしろ
伊達聖ヶ丘病院　7－0　小樽野球協会
JR北海道　7－2　WEEDしらおい
札幌ブルーインズ　13－3　旭川グレートベアーズ
- 2回戦

函館太洋倶楽部　5－2　札幌倶楽部
伊達聖ヶ丘病院　3－1　オール苫小牧
JR北海道　11－2　帯広倶楽部
ウイン北広島　7－0　札幌ブルーインズ
- 3回戦

室蘭シャークス　6－1　函館太洋倶楽部
トランシス　4－3　伊達聖ヶ丘病院
JR北海道　6－2　航空自衛隊千歳
ウイン北広島　5－3　札幌ホーネッツ
- 敗者復活1回戦

伊達聖ヶ丘病院　8－1　函館太洋倶楽部
航空自衛隊千歳　9－2　札幌ホーネッツ
- 敗者復活2回戦

航空自衛隊千歳　2－1　伊達聖ヶ丘病院
- 代表決定戦

室蘭シャークス　5－0　トランシス
JR北海道　14－0　ウイン北広島
- 第3代表決定戦

トランシス　4－3　ウイン北広島
- 第4代表決定戦

航空自衛隊千歳　4－0　ウイン北広島
室蘭シャークス、JR北海道、トランシス、航空自衛隊千歳は2次予選に進出

### 2次予選
- 1回戦

室蘭シャークス　13－0　航空自衛隊千歳
JR北海道　5－2　トランシス
- 敗者復活1回戦

航空自衛隊千歳　4－3　トランシス
- 2回戦

JR北海道　4－3　室蘭シャークス
- 敗者復活2回戦

航空自衛隊千歳　1－0　室蘭シャークス
- 代表決定戦

JR北海道　2－1　航空自衛隊千歳
JR北海道が本戦出場

## 東北地区

### 青森県1次予選
- 1回戦

オール青森クラブ　14－1　キングブリザード
弘前アレッズ　8－6　全弘前倶楽部
- 2回戦

三菱製紙八戸クラブ　28－0　オール青森クラブ
自衛隊青森　18－3　弘前アレッズ
- 代表決定戦

三菱製紙八戸クラブ　8－1　自衛隊青森
三菱製紙八戸クラブは東北2次予選に進出

### 岩手県1次予選
- 1回戦

盛岡球友倶楽部　6－2　九戸クラブ
遠野クラブ　23－5　盛岡市立クラブ
オール江刺　15－2　赤崎野球クラブ
一戸桜陵クラブ　12－5　前沢野球倶楽部
盛友クラブ　8－4　一関ベースボールクラブ
- 2回戦

JR盛岡　14－1　盛岡球友倶楽部
北上REDS　7－4　遠野クラブ
水沢駒形野球倶楽部　8－1　一戸桜陵クラブ
花巻硬友倶楽部　4－2　高田クラブ
福高クラブ　9－6　オール不来方
オール江刺　（不戦勝）　盛岡倶楽部
フェズント岩手　7－0　矢巾硬式クラブ
盛友クラブ　6－5　釜石野球団
- 3回戦

JR盛岡　24－0　北上REDS
オール江刺　7－3　福高クラブ
水沢駒形野球倶楽部　12－1　花巻硬友倶楽部
フェズント岩手　8－0　盛友クラブ
- 準決勝（代表決定戦）

オール江刺　7－0　JR盛岡
水沢駒形野球倶楽部　7－5　フェズント岩手
- 敗者復活代表決定戦

フェズント岩手　5－0　JR盛岡
- 決勝

オール江刺　4－2　水沢駒形野球倶楽部
オール江刺、水沢駒形野球倶楽部、フェズント岩手は東北2次予選に進出

### 秋田県1次予選
- 1回戦

互大設備ダイヤモンドクラブ　15－1　秋田ベースボールクラブ
能代松陵クラブ　11－8　ノースアジア大校友クラブ
- 2回戦

ゴールデンリバース　9－5　互大設備ダイヤモンドクラブ
JR秋田　5－0　秋田王冠クラブ
大曲ベースボールクラブ　6－4　由利本荘ベースボールクラブ
TDK　7－0　能代松陵クラブ
- 準決勝

ゴールデンリバース　5－4　JR秋田
TDK　12－0　大曲ベースボールクラブ
- 代表決定戦

TDK　9－0　ゴールデンリバース
TDKは東北2次予選に進出

### 宮城県1次予選
- 1回戦

青葉クラブ　9－0　仙商クラブ
TFUクラブ　9－0　石巻日和クラブ
白山クラブ　10－3　サニークラブ
- 2回戦

TFUクラブ　11－5　青葉クラブ
HOKUTOベースボールクラブ　6－5　白山クラブ
- 敗者復活1回戦

仙商クラブ　8－6　石巻日和クラブ
- 敗者復活2回戦

青葉クラブ　2－1　サニークラブ
白山クラブ　9－2　仙商クラブ
- 3回戦（代表決定戦）

七十七銀行　10－0　青葉クラブ
日本製紙石巻　7－0　TFUクラブ
東北マークス　8－1　HOKUTOベースボールクラブ
JR東日本東北　14－0　白山クラブ
- 準決勝

七十七銀行　4－2　日本製紙石巻
JR東日本東北　6－1　東北マークス
- 決勝

七十七銀行　3－0　JR東日本東北
- 3位決定戦

日本製紙石巻　6－5　東北マークス
七十七銀行、JR東日本東北、日本製紙石巻、東北マークスは東北2次予選に進出

### 山形県1次予選
- 1回戦

新庄球友クラブ　11－3　天童エンジェルス
きらやか銀行　11－0　鶴岡野球クラブ
- 決勝（代表決定戦）

きらやか銀行　7－0　新庄球友クラブ
きらやか銀行は東北2次予選に進出

### 福島県1次予選
- 1回戦

全白河野球クラブ　6－0　岩瀬書店クラブ
福島クラブ　9－2　オール双葉野球クラブ
- 2回戦

全白河野球クラブ　10－3　ALL北嶺
オールいわきクラブ　6－3　保原クラブ
須賀川クラブ　3－0　北斗野球クラブ
いわき菊田クラブ　（不戦勝）　会津ベースボールクラブ
自衛隊福島　（不戦勝）　あぶくまベースボールクラブ
福島硬友クラブ　8－0　郡山ベースボールクラブ
飯野クラブ　13－12　小峰クラブ
福島クラブ　8－1　オール喜多方クラブ
- 3回戦

全白河野球クラブ　6－3　オールいわきクラブ
須賀川クラブ　10－2　いわき菊田クラブ
福島硬友クラブ　4－1　自衛隊福島
福島クラブ　16－0　飯野クラブ
- 準決勝（代表決定戦）

須賀川クラブ　7－3　全白河野球クラブ
福島硬友クラブ　6－3　福島クラブ
- 決勝

福島硬友クラブ　9－1　須賀川クラブ
福島硬友クラブ、須賀川クラブは東北2次予選に進出

### 東北2次予選
- 予選リーグAブロック

第1戦　オール江刺　11－9　須賀川クラブ
第2戦　TDK　6－3　JR東日本東北
第3戦　TDK　11－0　須賀川クラブ
第4戦　JR東日本東北　10－0　オール江刺
第5戦　JR東日本東北　19－0　須賀川クラブ
第6戦　TDK　11－1　オール江刺
（1位：TDK（3勝）、2位：JR東日本東北（2勝1敗・ワイルドカード獲得）、3位：オール江刺（1勝2敗）、4位：須賀川クラブ（3敗））
- 予選リーグBブロック

第1戦　七十七銀行　7－4　きらやか銀行
第2戦　東北マークス　11－2　フェズント岩手
第3戦　七十七銀行　4－1　東北マークス
第4戦　きらやか銀行　10－1　フェズント岩手
第5戦　きらやか銀行　14－3　東北マークス
第6戦　七十七銀行　9－5　フェズント岩手
（1位：七十七銀行（3勝）、2位：きらやか銀行（2勝1敗）、3位：東北マークス（1勝2敗）、4位：フェズント岩手（3敗））
- 予選リーグCブロック

第1戦　日本製紙石巻　6－3　水沢駒形野球倶楽部
第2戦　福島硬友クラブ　7－3　三菱製紙八戸クラブ
第3戦　日本製紙石巻　7－0　三菱製紙八戸クラブ
第4戦　水沢駒形野球倶楽部　7－0　福島硬友クラブ
第5戦　日本製紙石巻　11－1　福島硬友クラブ
第6戦　水沢駒形野球倶楽部　9－2　三菱製紙八戸クラブ
（1位：日本製紙石巻（3勝）、2位：水沢駒形野球倶楽部（2勝1敗）、3位：福島硬友クラブ（1勝2敗）、4位：三菱製紙八戸クラブ（3敗））
- 準決勝

TDK　1－0　JR東日本東北
日本製紙石巻　1－0　七十七銀行
- 敗者復活1回戦

七十七銀行　6－4　JR東日本東北
- 第1代表決定戦

TDK　3x－2　日本製紙石巻　（延長11回）
- 第2代表決定戦

七十七銀行　4－1　日本製紙石巻
TDK、七十七銀行が本戦出場

## 北信越地区

### 新潟県1次予選
- 1回戦

新津クラブ　10－3　新潟クラブ野球団
野田サンダーズ　（不戦勝）　佐渡軍団
オール飯豊　（不戦勝）　にいがたKD
ファイティングスピリット　6－5　五泉クラブ
- 2回戦

オール長岡　7－3　新津クラブ
野田サンダーズ　7－0　新潟コンマーシャル倶楽部
JR新潟　3－2　オール飯豊
ファイティングスピリット　5－0　国際情報大学ブルーナビッツ
- 3回戦

野田サンダーズ　5－0　オール長岡
JR新潟　9－4　ファイティングスピリット
- 代表決定リーグ戦

第1戦　バイタルネット　10－3　野田サンダーズ
第2戦　バイタルネット　9－2　JR新潟
第3戦　野田サンダーズ　5－2　JR新潟
（1位：バイタルネット（2勝）、2位：野田サンダーズ（1勝1敗）、3位：JR新潟（2敗））
バイタルネット、野田サンダーズは北信越2次予選に進出

### 長野県1次予選
- 1回戦

佐久コスモスターズ硬式野球クラブ　19－2　長野好球倶楽部
- 代表決定リーグ戦

第1戦　信越硬式野球クラブ　1－0　佐久コスモスターズ硬式野球クラブ
第2戦　佐久コスモスターズ硬式野球クラブ　5－4　フェデックス
第3戦　信越硬式野球クラブ　10－3　フェデックス
（1位：信越硬式野球クラブ（2勝）、2位：佐久コスモスターズ硬式野球クラブ（1勝1敗）、3位：フェデックス（2敗））
信越硬式野球クラブ、佐久コスモスターズ硬式野球クラブは北信越2次予選に進出

### 福井県・石川県・富山県1次予選
- 1回戦

伏木海陸運送　8－1　富山ベースボールクラブ
福井ミリオンドリームズ　6－2　Hard Ball Club金沢
- 敗者復活1回戦

富山ベースボールクラブ　7－6　Hard Ball Club金沢
- 代表決定戦

伏木海陸運送　8－0　福井ミリオンドリームズ
- 敗者復活代表決定戦

福井ミリオンドリームズ　9－0　富山ベースボールクラブ
伏木海陸運送、福井ミリオンドリームズは北信越2次予選に進出

### 北信越2次予選
- 予選リーグ第1ブロック

第1戦　バイタルネット　8－6　伏木海陸運送
第2戦　伏木海陸運送　10－0　野田サンダーズ
第3戦　バイタルネット　5－1　野田サンダーズ
（1位：バイタルネット（2勝）、2位：伏木海陸運送（1勝1敗）、3位：野田サンダーズ（2敗））
- 予選リーグ第2ブロック

第1戦　信越硬式野球クラブ　8－1　佐久コスモスターズ硬式野球クラブ
第2戦　福井ミリオンドリームズ　3－1　佐久コスモスターズ硬式野球クラブ
第3戦　信越硬式野球クラブ　10－0　福井ミリオンドリームズ
（1位：信越硬式野球クラブ（2勝）、2位：福井ミリオンドリームズ（1勝1敗）、3位：佐久コスモスターズ硬式野球クラブ（2敗））
- 準決勝

バイタルネット　15－0　福井ミリオンドリームズ
伏木海陸運送　2－1　信越硬式野球クラブ
- 代表決定戦

伏木海陸運送　1－0　バイタルネット
伏木海陸運送が本戦出場

## 北関東地区

### 茨城県1次予選
- 1回戦

全鹿嶋野球倶楽部　9－2　全フィフティ小川
TSUKUBA CLUB　13－6　全水戸野球クラブ
鹿島レインボーズ　5－4　全東海野球団
- 2回戦

茨城ゴールデンゴールズ　9－2　全神栖硬式野球クラブ
JR水戸　11－4　全鹿嶋野球倶楽部
大宮クラブ　10－7　TSUKUBA CLUB
鹿島レインボーズ　9－6　オール日立ドリームズ
- 3回戦

JR水戸　9－2　大宮クラブ
茨城ゴールデンゴールズ　9－3　鹿島レインボーズ
- 準決勝（代表決定戦）

日立製作所　8－6　茨城ゴールデンゴールズ
住友金属鹿島　8－0　JR水戸
- 第3代表決定戦

茨城ゴールデンゴールズ　10－4　JR水戸
- 決勝

住友金属鹿島　8－5　日立製作所
住友金属鹿島、日立製作所、茨城ゴールデンゴールズは北関東2次予選に進出

### 栃木県1次予選
- 1回戦

宇工OBクラブ　3－2　全鹿沼野球部
TSK栃木　13－6　作新クラブ
- 2回戦

全栃木野球クラブ　10－3　宇工OBクラブ
宇大OBクラブ　3－1　コットンウェイ硬式野球倶楽部
ビッグメンバーズクラブ　6－4　スリーナインクラブ
全足利クラブ　11－0　TSK栃木
- 準決勝（代表決定戦）

全栃木野球クラブ　4－3　宇大OBクラブ
全足利クラブ　4－2　ビッグメンバーズクラブ
- 決勝

全足利クラブ　8－1　全栃木野球クラブ
全足利クラブ、全栃木野球クラブは北関東2次予選に進出

### 群馬県1次予選
- 1回戦

オール高崎野球倶楽部　14－2　全前橋野球倶楽部
大泉硬友野球クラブ　5－2　太田球友硬式野球倶楽部
伊勢崎硬建クラブ　11－1　全桐生硬友クラブ
- 2回戦（代表決定戦）

オール高崎野球倶楽部　18－2　アゼリア館林硬式野球クラブ
伊勢崎硬建クラブ　11－1　大泉硬友野球クラブ
- 3回戦

伊勢崎硬建クラブ　5－4　オール高崎野球倶楽部
- 決勝

富士重工業　12－1　伊勢崎硬建クラブ
富士重工業、伊勢崎硬建クラブ、オール高崎野球倶楽部は北関東2次予選に進出

### 北関東2次予選
- 1回戦

富士重工業　9－2　全栃木野球クラブ
住友金属鹿島　5－1　オール高崎野球倶楽部
全足利クラブ　7－2　茨城ゴールデンゴールズ
日立製作所　6－1　伊勢崎硬建クラブ
- 代表決定リーグ戦

第1戦　富士重工業　10－0　全足利クラブ
第2戦　日立製作所　4－2　住友金属鹿島
第3戦　住友金属鹿島　9－0　全足利クラブ
第4戦　富士重工業　6－5　日立製作所
第5戦　日立製作所　4－1　全足利クラブ
第6戦　富士重工業　2－0　住友金属鹿島
（1位：富士重工業（3勝）、2位：日立製作所（2勝1敗）、3位：住友金属鹿島（1勝2敗）、4位：全足利クラブ（3敗））
富士重工業、日立製作所が本戦出場

## 南関東地区

### 埼玉県1次予選
- 1回戦

全三郷硬式野球部　16－13　浦和ダイヤモンドドッグス
川口ゴールデンドリームス　3－2　WARRIORS 41
一球幸魂倶楽部　4－0　松山OB野球団
都幾川倶楽部硬式野球団　8－1　かみかわ野球クラブ
全大宮野球団　10－4　全熊谷硬式野球クラブ
- 2回戦

所沢グリーンベースボールクラブ　4－1　全三郷硬式野球部
レジェンズ　8－4　川口ゴールデンドリームス
都幾川倶楽部硬式野球団　4－1　一球幸魂倶楽部
全大宮野球団　8－6　全浦和野球団
- 敗者復活1回戦

全三郷硬式野球部　6－4　川口ゴールデンドリームス
- 敗者復活2回戦

かみかわ野球クラブ　9－6　全三郷硬式野球部
全浦和野球団　13－9　松山OB野球団
WARRIORS 41　13－2　浦和ダイヤモンドドッグス
一球幸魂倶楽部　7－0　全熊谷硬式野球クラブ
- 敗者復活3回戦

全浦和野球団　7－2　かみかわ野球クラブ
WARRIORS 41　12－7　一球幸魂倶楽部
- 3回戦

所沢グリーンベースボールクラブ　19－4　レジェンズ
都幾川倶楽部硬式野球団　9－2　全大宮野球団
- 敗者復活4回戦

全大宮野球団　11－0　全浦和野球団
WARRIORS 41　12－7　レジェンズ
- 敗者復活5回戦

WARRIORS 41　6－5　全大宮野球団
- 4回戦

所沢グリーンベースボールクラブ　8－1　都幾川倶楽部硬式野球団
- 敗者復活6回戦

WARRIORS 41　9－5　都幾川倶楽部硬式野球団
- 代表決定戦（敗者復活チームは2勝が必要）

所沢グリーンベースボールクラブ　18－0　WARRIORS 41
- 順位決定戦

日本通運　2－1　Honda
日本通運、Honda、所沢グリーンベースボールクラブは南関東2次予選に進出

### 千葉県1次予選
- クラブ1回戦

BIG WINGS印西　5－1　Oceans
YBCフェニーズ　10－6　サウザンリーフ市原
- クラブ5位決定戦

サウザンリーフ市原　15－0　Oceans
- クラブ2回戦

千葉熱血MAKING　10－3　BIG WINGS印西
YBCフェニーズ　14－0　松戸B.C TYR
- クラブ敗者復活戦

松戸B.C TYR　9－5　BIG WINGS印西
- クラブ決勝

千葉熱血MAKING　7－0　YBCフェニーズ
- 1回戦

松戸B.C TYR　9－7　千葉熱血MAKING
YBCフェニーズ　3－0　JR千葉
- 準決勝（代表決定戦）

JFE東日本　13－2　松戸B.C TYR
かずさマジック　7－2　YBフェニーズ
- 敗者復活1回戦

千葉熱血MAKING　5－0　YBCフェニーズ
JR千葉　8－3　松戸B.C TYR
- 敗者復活代表決定戦

千葉熱血MAKING　6－4　JR千葉
- 決勝

JFE東日本　8－2　かずさマジック
JFE東日本、かずさマジック、千葉熱血MAKINGは南関東2次予選に進出

### 南関東2次予選
- 1回戦

かずさマジック　6－3　所沢グリーンベースボールクラブ
Honda　11－1　千葉熱血MAKING
- 準決勝

日本通運　5－1　かずさマジック
Honda　5－1　JFE東日本
- 敗者復活1回戦

JFE東日本　9－0　所沢グリーンベースボールクラブ
かずさマジック　3－2　千葉熱血MAKING
- 敗者復活2回戦

かずさマジック　5－3　JFE東日本
- 第1代表決定戦

Honda　5－1　日本通運
- 第2代表決定戦

日本通運　6－5　かずさマジック
- 第3代表決定戦

JFE東日本　4－1　かずさマジック
Honda、日本通運、JFE東日本が本戦出場

## 東京地区

### 1次予選
- 1回戦

全調布硬式野球倶楽部　7－6　東京好球倶楽部
全府中野球倶楽部　7－0　TOKYO METS
東京LBC　9－0　東京弥生クラブ
武蔵野クラブ　3－2　東京城南クラブ
- 2回戦

全調布硬式野球倶楽部　5－1　警視庁野球部
THINKフィットネス・GOLD'S GYMベースボールクラブ　4－0　全府中野球倶楽部
鉄腕硬式野球倶楽部　14－3　東京LBC
REVENGE99　14－4　武蔵野クラブ
- 3回戦

日本ウェルネススポーツ専門学校　2－1　全調布硬式野球倶楽部
THINKフィットネス・GOLD'S GYMベースボールクラブ　1－0　西多摩倶楽部
WIEN'94　4－1　鉄腕硬式野球倶楽部
REVENGE99　9－2　東京スポーツ・レクリエーション専門学校
- 代表決定戦

日本ウェルネススポーツ専門学校　7－4　THINKフィットネス・GOLD'S GYMベースボールクラブ
WIEN'94　4－0　REVENGE99
- 敗者復活代表決定戦

THINKフィットネス・GOLD'S GYMベースボールクラブ　9－6　REVENGE99
日本ウェルネススポーツ専門学校、WIEN'94、THINKフィットネス・GOLD'S GYMベースボールクラブBは2次予選に進出

### 2次予選
- 1回戦

鷺宮製作所　10－0　日本ウェルネススポーツ専門学校
NTT東日本　7－1　WIEN'94
セガサミー　2－1　東京ガス
明治安田生命　7－0　THINKフィットネス・GOLD'S GYMベースボールクラブ
- 敗者復活1回戦

WIEN'94　7－6　日本ウェルネススポーツ専門学校
東京ガス　4－3　THINKフィットネス・GOLD'S GYMベースボールクラブ
- 準決勝

NTT東日本　10－0　鷺宮製作所
セガサミー　6－0　明治安田生命
- 敗者復活2回戦

明治安田生命　10－0　WIEN'94
東京ガス　5－2　鷺宮製作所
- 敗者復活3回戦

明治安田生命　5－1　東京ガス
- 第1代表決定戦

NTT東日本　9－4　セガサミー
- 第2代表決定戦

明治安田生命　5－2　セガサミー
- 第3代表決定戦

セガサミー　4－0　東京ガス
NTT東日本、明治安田生命、セガサミーが本戦出場

第82回大会優勝のJR東日本は推薦により本戦出場

## 西関東地区

### 神奈川県1次予選
- 1回戦

マルユウベースボールクラブ湘南　5－0　EMANON Baseball Club 戸塚
横浜ベイブルース　6－5　京浜野球倶楽部
横浜球友クラブ　3－2　WIEN BASEBALL CLUB
- 2回戦

マルユウベースボールクラブ湘南　3－0　相模原クラブ
横浜ベイブルース　12－3　国際総合伊勢原クラブ
横浜球友クラブ　2－1　全川崎クラブ
横浜金港クラブ　6－3　茅ヶ崎サザンカイツ
- 準決勝（代表決定戦）

マルユウベースボールクラブ湘南　5－4　横浜ベイブルース
横浜球友クラブ　3－2　横浜金港クラブ
- 第3代表決定戦

横浜金港クラブ　5－4　横浜ベイブルース
- 決勝

マルユウベースボールクラブ湘南　5－0　横浜球友クラブ
マルユウベースボールクラブ湘南、横浜球友クラブ、横浜金港クラブは西関東2次予選に進出

### 山梨県1次予選
- 1回戦

山梨球友クラブ　15－13　甲斐府中クラブ
TSUKUMO BASEBALL CLUB　8－1　桂倶楽部
大富士BASEBALL CREW　14－0　北杜クラブ
- 2回戦（代表決定戦）

山梨球友クラブ　6－1　南アルプス硬式野球クラブ
TSUKUMO BASEBALL CLUB　6－4　大富士BASEBALL CREW
- 決勝

山梨球友クラブ　12－5　TSUKUMO BASEBALL CLUB
山梨球友クラブ、TSUKUMO BASEBALL CLUBは西関東2次予選に進出

### 西関東2次予選
- 1回戦

三菱重工横浜　2－1　横浜金港クラブ
マルユウベースボールクラブ湘南　1－0　TSUKUMO BASEBALL CLUB
JX-ENEOS　14－0　山梨球友クラブ
東芝　6－0　横浜球友クラブ
- 敗者復活1回戦

横浜金港クラブ　4－0　TSUKUMO BASEBALL CLUB
横浜球友クラブ　6－0　山梨球友クラブ
- 準決勝

三菱重工横浜　14－0　マルユウベースボールクラブ湘南
東芝　5－2　JX-ENEOS
- 敗者復活2回戦

JX-ENEOS　9－0　横浜金港クラブ
マルユウベースボールクラブ湘南　8－1　横浜球友クラブ
- 敗者復活3回戦

JX-ENEOS　16－0　マルユウベースボールクラブ湘南
- 第1代表決定戦

東芝　2－1　三菱重工横浜　（延長16回）
- 第2代表決定戦

JX-ENEOS　5－0　三菱重工横浜
東芝、JX-ENEOSが本戦出場

## 東海地区

### 静岡県1次予選
- 1回戦

静岡硬式野球倶楽部　12－0　中電硬式野球クラブ
- 2回戦

富士クラブ　7－0　静岡硬式野球倶楽部
ヤマハ発動機野球部　6－4　浜松ケイ・スポーツBC
- 3位決定戦

浜松ケイ・スポーツBC　4－3　静岡硬式野球倶楽部
- 代表決定戦

ヤマハ発動機野球部　5－4　富士クラブ
ヤマハ発動機野球部は静岡県・愛知県・三重県1次予選に進出

### 愛知県1次予選
- 1回戦

エイデン愛工大OB BLITZ　9－0　CENTRAL ARCH
- 2回戦

NAGOYA23　3－0　愛知ベースボール倶楽部
エイデン愛工大OB BLITZ　5－0　NPOルーキーズ
- 代表決定戦

エイデン愛工大OB BLITZ　2－0　NAGOYA23
エイデン愛工大OB BLITZは静岡県・愛知県・三重県1次予選に進出

### 三重県1次予選
- 1回戦

奥伊勢クラブ　2－0　全三重クラブ
三重高虎ベースボールクラブ　7－2　明野レジェンズ
- 代表決定戦

奥伊勢クラブ　10－9　三重高虎ベースボールクラブ
奥伊勢クラブは静岡県・愛知県・三重県1次予選に進出

### 静岡県・愛知県・三重県1次予選
- 1回戦

ヤマハ発動機野球部　7－6　日本プロスポーツ専門学校
エイデン愛工大OB BLITZ　9－3　奥伊勢クラブ
- 代表決定戦

エイデン愛工大OB BLITZ　10－3　ヤマハ発動機野球部
永和商事ウイング　23－0　ヤマハ発動機野球部
エイデン愛工大OB BLITZ、永和商事ウイングは東海2次予選に進出

### 東海2次予選
- 予選Aグループ

第1戦　王子製紙　3－2　三菱重工名古屋
第2戦　東海REX　4－4　Honda鈴鹿
第3戦　王子製紙　6－0　東海REX
第4戦　Honda鈴鹿　3－0　三菱重工名古屋
第5戦　Honda鈴鹿　3－2　王子製紙
第6戦　三菱重工名古屋　8－0　東海REX
（1位：Honda鈴鹿（2勝1分）、2位：王子製紙（2勝1敗）、3位：三菱重工名古屋（1勝2敗）、4位：東海REX（1分2敗））
- 予選Bグループ

第1戦　ジェイプロジェクト　1－0　ヤマハ
第2戦　東邦ガス　2－1　東海理化
第3戦　東海理化　1－0　ジェイプロジェクト
第4戦　東邦ガス　5－0　ヤマハ
第5戦　東邦ガス　2－1　ジェイプロジェクト
第6戦　ヤマハ　5－1　東海理化
（1位：東邦ガス（3勝）、2位：ジェイプロジェクト（1勝2敗）、3位：ヤマハ（1勝2敗）、4位：東海理化（1勝2敗）＝2～4位は得失点率差による）
- 予選Cグループ

第1戦　三菱自動車岡崎　5－0　JR東海
第2戦　トヨタ自動車　4－3　西濃運輸
第3戦　西濃運輸　4－0　三菱自動車岡崎
第4戦　JR東海　1－1　トヨタ自動車
第5戦　トヨタ自動車　4－3　三菱自動車岡崎
第6戦　JR東海　3－2　西濃運輸
（1位：トヨタ自動車（2勝1分）、2位：JR東海（1勝1敗1分）、3位：西濃運輸（1勝2敗）、4位：三菱自動車岡崎（1勝2敗）＝3・4位は直接対戦の結果による）
（各グループにおける順位、勝率、得失点差率により、上位から順に2チームが第1代表決定戦、2チームが第2代表決定戦、2チームが第3代表トーナメント、6チーム及び1次予選突破のエイデン愛工大OB BLITZ、永和商事ウイングが第4代表トーナメントにそれぞれ出場）
- 第1代表決定戦

東邦ガス（1位）　6－2　Honda鈴鹿（2位）
- 第2代表決定戦

王子製紙（4位）　2－1　トヨタ自動車（3位）（延長16回）
- 第3代表トーナメント1回戦

JR東海（5位）　2－1　Honda鈴鹿
トヨタ自動車　10－1　ジェイプロジェクト（6位）
- 第4代表トーナメント1回戦

東海理化（11位）　4－0　エイデン愛工大OB BLITZ（1次予選突破）（敗退）
東海REX（12位）　7－3　永和商事ウイング（1次予選突破）（敗退）
- 第4代表トーナメント2回戦

東海理化　2－1　ヤマハ（9位）
三菱自動車岡崎（10位）　1－0　東海REX
- 第4代表トーナメント3回戦

三菱重工名古屋（7位）　3－1　東海理化
西濃運輸（8位）　2－0　三菱自動車岡崎
- 第4代表トーナメント4回戦

三菱重工名古屋　5－1　Honda鈴鹿
ジェイプロジェクト　3－1　西濃運輸
- 第6代表トーナメント1回戦

東海REX　4－0　東海理化
ヤマハ　4－3　三菱自動車岡崎
- 第6代表トーナメント2回戦

東海REX　2－1　西濃運輸
ヤマハ　8－2　Honda鈴鹿
- 第6代表トーナメント3回戦

ヤマハ　3－2　東海REX
- 第3代表決定戦

トヨタ自動車　6－5　JR東海（延長11回）
- 第4代表決定戦

ジェイプロジェクト　1－0　三菱重工名古屋
- 第5代表決定戦

JR東海　4－1　三菱重工名古屋
- 第6代表決定戦

ヤマハ　6－2　三菱重工名古屋
東邦ガス、王子製紙、トヨタ自動車、ジェイプロジェクト、JR東海、ヤマハが本戦出場

## 近畿地区

### 滋賀県1次予選
- 1回戦

OBC高島　6－2　瀬田クラブ
甲賀健康医療専門学校　1－0　全大津野球団
- 2回戦

滋賀・高島ベースボールクラブ　9－2　OBC高島
甲賀健康医療専門学校　16－0　近江八幡野球クラブ
- 代表決定戦

滋賀・高島ベースボールクラブ　6－5　甲賀健康医療専門学校
滋賀・高島ベースボールクラブは滋賀県・京都府・奈良県1次予選に進出

### 京都府1次予選
- 1回戦

鴨沂クラブ　4－3　山城ベースボールクラブ
ミキハウスREDS　10－0　東山クラブ
京都フルカウンツ　11－2　東宇治クラブ
宇治ベースボールクラブ　9－6　DBグラッツ
京都城陽ファイアーバーズ　5－1　京都ジャスティス
三菱自動車京都ダイヤフェニックス　6－5　島津製作所
- 2回戦

ミキハウスREDS　12－2　鴨沂クラブ
ニチダイ　10－0　京都フルカウンツ
京都城陽ファイアーバーズ　5－0　宇治ベースボールクラブ
日本新薬　7－1　三菱自動車京都ダイヤフェニックス
- 代表決定戦

ミキハウスREDS　10－4　ニチダイ
日本新薬　7－0　京都城陽ファイアーバーズ
- 敗者復活代表決定戦

ニチダイ　9－0　京都城陽ファイアーバーズ
ミキハウスREDS、日本新薬、ニチダイは滋賀県・京都府・奈良県1次予選に進出

### 奈良県1次予選
- 1回戦

一城クラブ　12－0　奈良産業大学OBクラブ
大和高田クラブ　12－2　帝塚山大学OBクラブ
奈良アンビションズクラブ　6－5　奈良Jメンテナンス野球クラブ
奈良フレンドベースボールクラブ　3－0　GSG斑鳩クラブ
- 敗者復活1回戦

帝塚山大学OBクラブ　11－0　奈良産業大学OBクラブ
奈良Jメンテナンス野球クラブ　12－4　GSG斑鳩クラブ
- 2回戦

大和高田クラブ　7－0　一城クラブ
奈良フレンドベースボールクラブ　8－1　奈良アンビションズクラブ
- 敗者復活2回戦

奈良アンビションズクラブ　7－0　帝塚山大学OBクラブ
奈良Jメンテナンス野球クラブ　6－4　一城クラブ
- 敗者復活3回戦

奈良Jメンテナンス野球クラブ　5－3　奈良アンビションズクラブ
- 3回戦

奈良フレンドベースボールクラブ　4－2　大和高田クラブ
- 敗者復活4回戦

大和高田クラブ　4－3　奈良Jメンテナンス野球クラブ
- 代表決定戦（敗者復活チームは2勝が必要）

第1戦　大和高田クラブ　16－6　奈良フレンドベースボールクラブ
第2戦　奈良フレンドベースボールクラブ　2－2　大和高田クラブ（引き分け）
第3戦　大和高田クラブ　6－3　奈良フレンドベースボールクラブ
大和高田クラブは滋賀県・京都府・奈良県1次予選に進出

### 滋賀県・京都府・奈良県1次予選
- 1回戦

滋賀・高島ベースボールクラブ　4－3　ニチダイ
- 2回戦

ミキハウスREDS　2－0　大和高田クラブ
日本新薬　2－0　滋賀・高島ベースボールクラブ
- 敗者復活1回戦

ニチダイ　9－2　大和高田クラブ
- 敗者復活2回戦

ニチダイ　5－3　滋賀・高島ベースボールクラブ
- 代表決定戦

日本新薬　11－4　ミキハウスREDS
- 敗者復活代表決定戦

ニチダイ　2－0　ミキハウスREDS
日本新薬、ニチダイは近畿2次予選に進出

### 大阪府・和歌山県1次予選
- クラブ・専門学校1回戦

大阪ウィング硬式野球クラブ　5－4　履正社ベースボールクラブ
関西硬式野球クラブ　8－1　大阪ペーシェンスクラブ
- クラブ・専門学校2回戦

中山製鋼野球クラブ　8－4　泉州大阪野球団
NOMOベースボールクラブ　8－6　八尾ベースボールクラブ
和歌山箕島球友会　10－1　大阪ウィング硬式野球クラブ
履正社学園　3－0　関西硬式野球クラブ
- クラブ・専門学校3回戦

中山製鋼野球クラブ　2－1　和歌山箕島球友会
NOMOベースボールクラブ　5－4　履正社学園
- クラブ・専門学校敗者復活1回戦

和歌山箕島球友会　10－3　履正社学園
- クラブ・専門学校4回戦

NOMOベースボールクラブ　1－0　中山製鋼野球クラブ
- クラブ・専門学校敗者復活2回戦

和歌山箕島球友会　8－1　中山製鋼野球クラブ
- 1回戦

大阪ガス　6－1　NOMOベースボールクラブ
パナソニック　9－0　和歌山箕島球友会
- 敗者復活1回戦

和歌山箕島球友会　4－1　NOMOベースボールクラブ
- 準決勝（代表決定戦）

日本生命　3－2　大阪ガス
NTT西日本　11－4　パナソニック
- 第3代表決定戦

パナソニック　3－2　大阪ガス
- 第4代表決定戦

大阪ガス　4－0　和歌山箕島球友会
- 決勝

NTT西日本　5－4　日本生命
NTT西日本、日本生命、パナソニック、大阪ガスは近畿2次予選に進出

### 兵庫県1次予選
- クラブチームリーグAグループ

第1戦　関西メディカルスポーツ学院　7－0　KC西宮
第2戦　トータル阪神　1－0　関西メディカルスポーツ学院
第3戦　トータル阪神　7－3　KC西宮
（1位：トータル阪神（2勝）、2位：関西メディカルスポーツ学院（1勝1敗）、3位：KC西宮（2敗））
- クラブチームリーグBグループ

第1戦　神戸レールスターズ　3－3　県警桃太郎
第2戦　全播磨硬式野球団　5－2　県警桃太郎
第3戦　全播磨硬式野球団　8－1　神戸レールスターズ
（1位：全播磨硬式野球団（2勝）、2位：県警桃太郎（1敗1分）、3位：神戸レールスターズ（1敗1分）＝2・3位は得失点率差による）
- 順位決定戦

関西メディカルスポーツ学院　12－1　県警桃太郎
トータル阪神　13－6　全播磨硬式野球団
- 1回戦

関西メディカルスポーツ学院　9－0　全播磨硬式野球団
三菱重工神戸　5－0　県警桃太郎
- 準決勝

新日鉄広畑　12－0　関西メディカルスポーツ学院
三菱重工神戸　2－0　トータル阪神
- 敗者復活1回戦

全播磨硬式野球団　6－5　トータル阪神
関西メディカルスポーツ学院　13－0　県警桃太郎
- 敗者復活2回戦

関西メディカルスポーツ学院　7－1　全播磨硬式野球団
- 代表決定戦

三菱重工神戸　3－0　新日鉄広畑
- 敗者復活代表決定戦

新日鉄広畑　6－1　関西メディカルスポーツ学院
三菱重工神戸、新日鉄広畑は近畿2次予選に進出

### 近畿2次予選
- 第1代表トーナメント1回戦

三菱重工神戸　2－1　大阪ガス
NTT西日本　5－0　ニチダイ
パナソニック　10－0　日本新薬
日本生命　10－1　新日鉄広畑
- 第2代表トーナメント1回戦

大阪ガス　3－2　ニチダイ
新日鉄広畑　7－2　日本新薬
- 第4代表トーナメント1回戦

日本新薬　7－2　ニチダイ
- 第1代表トーナメント準決勝

三菱重工神戸　5－4　NTT西日本
パナソニック　10－7　日本生命
- 第2代表トーナメント2回戦

大阪ガス　3－2　日本生命
NTT西日本　6－2　新日鉄広畑
- 第2代表トーナメント3回戦

NTT西日本　5－2　大阪ガス
- 第3代表トーナメント1回戦

日本生命　4－0　新日鉄広畑
- 第3代表トーナメント2回戦

日本生命　3－0　大阪ガス
- 第4代表トーナメント2回戦

日本新薬　2－1　新日鉄広畑
- 第4代表トーナメント3回戦（敗者は第5代表決定戦に出場）

日本新薬　4－3　大阪ガス
- 第1代表決定戦

パナソニック　4－1　三菱重工神戸
- 第2代表決定戦

NTT西日本　1－0　三菱重工神戸
- 第3代表決定戦

日本生命　5－0　三菱重工神戸
- 第4代表決定戦

日本新薬　3－0　三菱重工神戸
- 第5代表決定戦

三菱重工神戸　3－1　大阪ガス
パナソニック、NTT西日本、日本生命、日本新薬、三菱重工神戸が本戦出場

## 中国地区

### 岡山県・鳥取県・島根県1次予選
- 1回戦

ショウワコーポレーション　1－0　鳥取Pear Kings
MJG鳥取　7－0　WEED BASEBALL CLUB
- 順位決定戦

鳥取Pear Kings　13－3　WEED BASEBALL CLUB
- 2回戦

ショウワコーポレーション　4－1　MJG鳥取
- 準決勝

三菱自動車倉敷オーシャンズ　5－0　ショウワコーポレーション
シティライト岡山　2－1　倉敷ピーチジャックス
- 敗者復活1回戦

倉敷ピーチジャックス　7－6　ショウワコーポレーション
- 代表決定戦

シティライト岡山　2－1　三菱自動車倉敷オーシャンズ
- 敗者復活2回戦（中国1次予選代表決定戦）

倉敷ピーチジャックス　3－1　三菱自動車倉敷オーシャンズ
シティライト岡山が中国2次予選に進出、倉敷ピーチジャックスは中国1次予選に進出

### 広島県1次予選
- 1回戦

日本ウェルネススポーツ専門学校広島校　1－0　広島鯉城クラブ
- 2回戦（代表決定戦）

JFE西日本　4－0　日本ウェルネススポーツ専門学校広島校
MSH医療専門学校　5－4　ツネイシ
伯和ビクトリーズ　7－2　三菱重工広島
三菱重工三原　8－1　ワイテック
- 敗者復活1回戦

ツネイシ　8－1　広島鯉城クラブ
- 敗者復活2回戦

三菱重工広島　11－0　日本ウェルネススポーツ専門学校広島校
ワイテック　4－3　ツネイシ
- 第5代表決定戦

ワイテック　8－1　三菱重工広島
- 準決勝

JFE西日本　4－0　MSH医療専門学校
三菱重工三原　10－7　伯和ビクトリーズ
- 決勝

JFE西日本　7－2　三菱重工三原
JFE西日本、三菱重工三原、MSH医療専門学校、伯和ビクトリーズ、ワイテックが中国2次予選に進出、三菱重工広島は中国1次予選に出場

### 山口県1次予選
- 1回戦

岩国五橋クラブ　12－4　航空自衛隊防府クラブ
- 準決勝

山口きららマウントG　15－11　岩国五橋クラブ
光シーガルズ　23－0　海上自衛隊岩国クラブ
- 代表決定戦

光シーガルズ　8－5　山口きららマウントG
光シーガルズは中国2次予選に進出、山口きららマウントGは中国1次予選に出場

### 中国1次予選
- リーグ戦

第1戦　三菱重工広島　11－0　山口きららマウントG
第2戦　三菱重工広島　5－0　倉敷ピーチジャックス
（三菱重工広島が2戦先勝したため以降打ち切り）
三菱重工広島は中国2次予選に進出

### 中国2次予選
- 予選リーグAブロック

第1戦　光シーガルズ　3－0　ワイテック
第2戦　シティライト岡山　1－0　JFE西日本
第3戦　シティライト岡山　3－1　ワイテック
第4戦　JFE西日本　5－0　光シーガルズ
第5戦　JFE西日本　2－1　ワイテック
第6戦　シティライト岡山　3－2　光シーガルズ
（1位：シティライト岡山（勝点9）、2位：JFE西日本（同6）、3位：光シーガルズ（同3）、4位：ワイテック（同0）…コールド勝ち：勝点4、勝ち：勝点3、引き分け：勝点1、負け：勝点0、コールド負け：勝点-1。Bブロックも同じ）
- 予選リーグBブロック

第1戦　伯和ビクトリーズ　3－1　三菱重工三原
第2戦　三菱重工広島　11－0　MSH医療専門学校
第3戦　三菱重工広島　7－4　伯和ビクトリーズ
第4戦　MSH医療専門学校　4－3　三菱重工三原
第5戦　三菱重工広島　3－2　三菱重工三原
第6戦　伯和ビクトリーズ　2－1　MSH医療専門学校
（1位：三菱重工広島（勝点10）、2位：伯和ビクトリーズ（同6）、3位：MSH医療専門学校（同2）、4位：三菱重工三原（同0））
- 決勝トーナメント1回戦

伯和ビクトリーズ　4－0　シティライト岡山
三菱重工広島　6－3　JFE西日本
- 敗者復活1回戦

JFE西日本　5－1　シティライト岡山
- 第1代表決定戦

伯和ビクトリーズ　6－2　三菱重工広島
- 第2代表決定戦

JFE西日本　7－0　三菱重工広島　（7回コールド）
伯和ビクトリーズ、JFE西日本が本戦出場

## 四国地区

### 1次予選
- リーグ戦

第1戦　松山フェニックス　15－1　徳島野球倶楽部
第2戦　JR四国　5－2　アークバリアドリームクラブ
第3戦　四国銀行　5－0　徳島野球倶楽部
第4戦　JR四国　8－1　松山フェニックス
第5戦　四国銀行　3－2　アークバリアドリームクラブ
第6戦　JR四国　9－2　徳島野球倶楽部
第7戦　松山フェニックス　2－1　アークバリアドリームクラブ
第8戦　JR四国　4－2　四国銀行
第9戦　徳島野球倶楽部　6－2　アークバリアドリームクラブ
第10戦　四国銀行　1－0　松山フェニックス
（1位：JR四国（4勝）、2位：四国銀行（3勝1敗）、3位：松山フェニックス（2勝2敗）、4位：徳島野球倶楽部（1勝3敗）、5位：アークバリアドリームクラブ（4敗））
JR四国、四国銀行、松山フェニックス、徳島野球倶楽部は2次予選に進出

### 2次予選
- 1回戦

JR四国　9－3　徳島野球倶楽部
四国銀行　1－0　松山フェニックス
- 代表決定戦

四国銀行　2－0　JR四国　（延長10回）
四国銀行が本戦出場

## 九州地区

### 福岡県1次予選
- 代表決定戦

JR九州　16－1　北九州市民硬式野球クラブ
沖データ・コンピュータ教育学院　2－1　日本ウェルネススポーツ専門学校北九州
苅田ビクトリーズベースボールクラブ　5－0　福岡ベースボールクラブ
九州三菱自動車　22－0　福岡オーシャンズ9
- 敗者復活1回戦

福岡ベースボールクラブ　（不戦勝）　北九州市民硬式野球クラブ
福岡オーシャンズ9　3－2　日本ウェルネススポーツ専門学校北九州
- 敗者復活代表決定戦

福岡ベースボールクラブ　5－4　福岡オーシャンズ9
JR九州、沖データ・コンピュータ教育学院、苅田ビクトリーズベースボールクラブ、九州三菱自動車、福岡ベースボールクラブは九州2次予選に進出

### 佐賀県・長崎県1次予選
- 代表決定リーグ戦

第1戦　三菱重工長崎　6－0　佐賀魂
第2戦　三菱重工長崎　10－0　ビクトリークロウ
（三菱重工長崎が2戦先勝したため以後打ち切り）
三菱重工長崎は九州2次予選に進出

### 大分県・熊本県1次予選
- 代表決定戦

Honda熊本　9－0　BANベースボールクラブ
新日鉄大分ベースボールクラブ　1－0　熊本ゴールデンラークス
- 敗者復活代表決定戦

熊本ゴールデンラークス　3－0　BANベースボールクラブ
Honda熊本、新日鉄大分ベースボールクラブ、熊本ゴールデンラークスは九州2次予選に進出

### 宮崎県・鹿児島県1次予選
- 1回戦

宮崎梅田学園　7－0　薩摩
鹿児島ドリームウェーブ　9－2　宮崎福祉医療カレッジ
- 代表決定戦

鹿児島ドリームウェーブ　4－0　宮崎梅田学園
鹿児島ドリームウェーブは九州2次予選に進出

### 沖縄県1次予選
- 1回戦

エナジック　6－1　西原マリンパーク安仁屋ベースボールクラブ
金武イーグルス　4－3　てるクリニック
- 準決勝

沖縄電力　3－1　エナジック
ビッグ開発ベースボールクラブ　5－1　金武イーグルス
- 敗者復活1回戦

エナジック　7－0　金武イーグルス
- 代表決定戦

沖縄電力　5－0　ビッグ開発ベースボールクラブ
- 敗者復活代表決定戦

ビッグ開発ベースボールクラブ　4－1　エナジック
沖縄電力、ビッグ開発ベースボールクラブは九州2次予選に進出

### 九州2次予選
- 第1代表トーナメント1回戦

熊本ゴールデンラークス　6－0　沖データ・コンピュータ教育学院
ビッグ開発ベースボールクラブ　7－0　福岡ベースボールクラブ
沖縄電力　2－1　新日鉄大分ベースボールクラブ
苅田ビクトリーズベースボールクラブ　8－1　鹿児島ドリームウェーブ
- 第1代表トーナメント2回戦

Honda熊本　10－1　熊本ゴールデンラークス
九州三菱自動車　4－1　ビッグ開発ベースボールクラブ
三菱重工長崎　5－1　沖縄電力
JR九州　6－2　苅田ビクトリーズベースボールクラブ
- 第2代表トーナメント1回戦

沖縄電力　2－1　沖データ・コンピュータ教育学院
苅田ビクトリーズベースボールクラブ　9－1　福岡ベースボールクラブ
熊本ゴールデンラークス　5－0　新日鉄大分ベースボールクラブ
ビッグ開発ベースボールクラブ　3－1　鹿児島ドリームウェーブ
- 第2代表トーナメント2回戦

沖縄電力　4－3　苅田ビクトリーズベースボールクラブ
熊本ゴールデンラークス　13－0　ビッグ開発ベースボールクラブ
- 第1代表トーナメント準決勝

九州三菱自動車　7－6　Honda熊本
JR九州　4－0　三菱重工長崎
- 第2代表トーナメント3回戦

Honda熊本　4－3　沖縄電力
三菱重工長崎　7－3　熊本ゴールデンラークス
- 第3代表トーナメント1回戦

沖縄電力　4－3　熊本ゴールデンラークス
- 第2代表トーナメント4回戦

Honda熊本　7－2　三菱重工長崎
- 第3代表トーナメント2回戦

三菱重工長崎　10－3　沖縄電力
- 第1代表決定戦

JR九州　6－2　九州三菱自動車
- 第2代表決定戦

Honda熊本　12－0　九州三菱自動車
- 第3代表決定戦

九州三菱自動車　3－0　三菱重工長崎
JR九州、Honda熊本、九州三菱自動車が本戦出場